# XP Investimentos
A XP Investimentos é uma corretora de valores brasileira. Fundada em 2001, é uma das maiores corretoras independentes do Brasil.

## História

### Anos 2000
A origem da XP Investimentos é um escritório de agentes autônomos fundado em 2001, em Porto Alegre a partir do desejo comum dos sócios Guilherme Benchimol e Marcelo Maisonnave de ajudar pequenos investidores e pessoas comuns a investirem no mercado de ações, democratizando esta prática no Brasil.
O novo empreendimento começou com um capital de 15 mil reais, dois estagiários, dez computadores usados comprados em uma lan house e uma sala de 25m² em Porto Alegre. Inicialmente, a XP Investimentos foi criada como um escritório de agentes autônomos cujo objetivo era conectar investidores a corretores. A companhia enfrentou dificuldades devido ao momento econômico do país. 
Em 2002, segundo ano de atividade da XP Investimentos, foi negativo para o mercado de ações por conta da alta valorização do dólar. Com isso, o mercado de ações apresentou constantes quedas, o que dificultou a captação de clientes.
Os sócios identificaram que a falta de informação e familiaridade com o mercado de ações era um dos fatores que mais dificultava a conquista de novos clientes e, dessa forma, viram na educação financeira uma oportunidade de negócio e passaram a oferecer cursos. Inicialmente, as aulas eram dadas de forma improvisada, no salão de festas do prédio onde ficava a XP, mas os resultados surpreenderam: alguns dos inscritos, atraídos por anúncios, foram convertidos em clientes. A mesma fórmula foi replicada em outras cidades do Rio Grande do Sul e, em pouco tempo, expandida para outros estados. Assim foi fundada a XP Educação que, em 2017, se tornaria a maior instituição de educação financeira do Brasil, com mais de 500 mil alunos que já passaram pela instituição.
Em 2005, foi criada a XP Gestão de Recursos, empresa de administração de recursos. Com a incorporação da empresa AmericaInvest CCTVM em 2007, a XP Investimentos passou a atuar como corretora.
Em 2006, quando XP já faturava em torno de R$ 6 milhões, adquiriu as corretoras AmericaInvest e Manchester, e deixou de ser um escritório de agentes autônomos para ter a licença de operar como uma corretora.
Em 2008, dois anos depois, o mundo viveria uma grande crise, com o colapso do banco Lehman Brothers, e a XP começou a perceber a necessidade de diversificação de seus negócios.
Devido à rápida recuperação do Brasil, 2009 foi um excelente ano para a XP que retomou seu crescimento, ficou em 1º lugar entre as corretoras independentes e já possuía uma carteira de quase 5 mil clientes.

### Anos 2010
Em janeiro e fevereiro de 2010, foi a corretora que mais negociou ações no sistema da B3.
Em agosto de 2019, a corretora foi condenada e multada pelo Conselho de Supervisão da BSM, órgão autorregulador da bolsa de valores de São Paulo, pela utilização irregular de seus sistemas de negociação ao priorizar seus próprios negócios ante os de seus clientes. Segundo a XP, a BSM concluiu que o serviço prestado pela corretora economizou 18,5 milhões de reais para clientes — e, em alguns casos, gerou perdas totalizando 30 mil reais.
Em setembro, a XP Investimentos possuía 1,5 milhão clientes e 350 bilhões de reais em ativos sob custódia. No mesmo ano, Guilherme Benchimol, CEO e fundador da XP Investimentos, foi eleito uma das 50 pessoas mais influentes do mundo pela Bloomberg.
Em setembro, após um rebranding, o Grupo XP, que abriga todas as marcas (XP Investimentos, Rico, Clear, InfoMoney) e iniciativas da holding, anunciou que passaria a se chamar XP Inc.
Em dezembro, a XP Inc. realizou sua oferta inicial de ações (IPO, na sigla em inglês) na Bolsa de Valores de Nova Iorque (NASDAQ). Na ocasião, a companhia captou 2,25 bilhões de dólares, no que foi considerado o maior IPO de uma empresa brasileira na bolsa americana.

### Anos 2020
Em março de 2021, Gulherme Benchimol deixou sua posição de CEO e passou o cargo para Thiago Maffra. Benchimol permanece na empresa como Presidente do Conselho de Administração.
Em agosto, uma das empresas ligadas a XP Investimentos, a Avel Investimentos, foi alvo de críticas por publicar uma foto com o quadro geral de seus funcionários que é composto em sua maioria de homens brancos. Também foi criticado o fato de os funcionários estarem reunidos sem o uso de máscara. Após o episódio, o Centro Santo Dias de Direitos Humanos e as ONGs Educafro e Visibilidade Feminina entraram com uma ação contra a empresa pedindo uma indenização de 10 milhões de reais e solicitando que as empresas formem um plano com metas para impedir tais casos com atos de discriminação de raça, sexo, gênero e idade em todos os processos de recrutamento. Em nota, a XP Investimentos disse que "está comprometida a fazer transformações significativas e reconhece que a inclusão de pessoas negras na companhia e rede de parceiros é uma questão fundamental".
Em abril de 2022, o Itaú Unibanco anunciou a compra de 11,36% das ações da XP Investimentos por R$ 8 bilhões. Em contrapartida, a Itaúsa, sua controladora, vendeu mais de R$ 1 bilhão em ações ao longo do ano.
Em 2023, o Metropóles reportou que um projeto iniciado durante a pandemia de construir uma nova sede para a corretora em São Roque, interior de São Paulo, estava parado, apesar dos 400 milhões de reais já gastos.

## Expert
Após uma visita a feira norte-americana Charles Schwab (um conhecido ‘shopping center’ de investimentos) em 2010, alguns diretores da XP viram nessa ideia uma oportunidade de trazer um evento no mesmo formato ao Brasil.
Em 2011, a primeira edição da Expert, realizada no hotel Windsor, no Rio de Janeiro reuniu 550 assessores de investimentos. No ano seguinte, a segunda edição da Expert demonstrou o sucesso do seu modelo de negócio.
Em 2013, a Expert XP saiu do Rio de Janeiro e iniciou sua trajetória na cidade de São Paulo. Em 2014, o evento reuniu 1.550 assessores credenciados em uma imersão de 3 dias com palestras e networking.
Em 2017, a XP abriu a Expert para clientes, o evento reuniu mais de 8 mil pessoas em dois pavilhões do Transamérica Expo Center.
No ano seguinte, a Expert contou com duas edições: Expert Latin América Conference, que reuniu 500 pessoas em um evento fechado em Miami e a edição no Brasil, que contou com mais de 12 mil pessoas.
Em 2019, além da edição em São Paulo, que reuniu mais de 20 mil participantes, a Expert ganhou sua primeira edição regional. A Expert Talk, que aconteceu em Florianópolis e reuniu cerca de 5 mil participantes da região Sul do Brasil.
Em 2020, devido à pandemia de COVID-19, a conferência anual foi realizada em um formato 100% online e gratuito. Esta edição reuniu mais de 5 milhões de expectadores e contou com palestras de importantes personalidades como Esther Duflo, Malala Yousafzai e Magic Johnson.

## Fusões e aquisições
Em 2010, a XP investimentos teve seu primeiro aporte financeiro feito pelo fundo inglês Actis no valor de R$ 100 milhões por 20% da companhia. No mesmo ano, a XP começou a diversificar a plataforma de produtos inspirada na corretora americana Charles Schwab, com a intenção de transformar a XP em um "supermercado financeiro" ao diversificar suas receitas de comissões.
A partir de 2011, a XP intensificou as operações de fusões e aquisições ao incorporar a Interfloat, corretora líder no segmento de investidores pessoa física com perfil profissional, no mesmo ano, comprou o portal de informações financeiras InfoMoney, com o objetivo de oferecer um serviço de informações e ferramentas relacionadas a investimentos para seus clientes.
Também em 2011, a companhia anunciou a fusão com a Senso Corretora, passando a ter 27% de participação no setor de varejo da B3 à época.
Um ano depois, a General Atlantic, quinto maior fundo de private equity do mundo à época, comprou 31% da XP por R$ 420 milhões. Parte desta fatia, 10%, foi comprada da inglesa Actis que já detinha 20% da corretora adquiridos em 2010. A empresa também anunciou a união de forças com a empresa Prime Corretora.
Em julho de 2014, anunciou a compra da Clear Corretora por R$ 90 milhões.
Em 2016, a americana General Atlantic fez um novo aporte de R$ 450 milhões, aumentando para 49% a sua fatia na companhia. No mesmo ano, anunciou a aquisição da empresa Rico Corretora de Valores.
Em julho de 2017, o Itaú Unibanco, maior banco privado do Brasil, anunciou uma oferta para a compra de 49,9% da XP Investimentos por R$ 5,7 bilhões. A compra foi aprovada em agosto do ano seguinte pelo Banco Central. O acordo previa que, embora o banco passasse a deter uma expressiva parte da corretora, ela se manteria independente, com seus acionistas à frente da gestão de maneira autônoma.
No final do mesmo ano, a XP Investimentos anunciou associação com o Itaú Unibanco, que adquiriu 49,9% das ações da XP por R$ 6,3 bilhões.
Em janeiro de 2022, comprou 100% da Modal através de uma troca de ações, a um preço de mercado de R$3 bilhões, deixando os sócios da Modal com 3,37% do capital da XP.

## Atuação Internacional
Após 10 anos de atuação no Brasil, em 2011, a XP Investimentos iniciou sua expansão internacional com a fundação do seu primeiro escritório fora do Brasil, na cidade de Nova York. A operação nasceu com o objetivo de atender a fundos americanos com investimentos em mercados brasileiros e também clientes latino-americanos que investem no exterior.
Em 2014, a corretora iniciou sua operação em Miami para atender clientes de alta renda e clientes institucionais que investem no Brasil e na América Latina.
Dois anos depois, a XP abriu operação, na cidade de Genebra, com foco em clientes latino-americanos que preferem usar uma conta europeia para manter seu dinheiro no exterior.

## Patrocínios da XP
Em maio de 2021 O grupo de investimentos patrocinou o Comitê Olímpico do Brasil (COB) nos Jogos Olímpicos de Tóquio, as Olimpíadas de Inverno 2022, o Pan 2023 e as Olímpiadas de Paris 2024. Os atletas Bruno Fratus (natação), Ricardo Lucarelli (vôlei), Cristiane Rozeira (futebol), Mayra Aguiar (judô), Sheilla Castro (vôlei) e Fernando Scherer/Xuxa (ex-atleta, natação) serão embaixadores da marca.
Em novembro de 2022 a XPInc fez uma parceria com a equipe de Formula 1 Aston Martin, realizou um aporte de patrocínio de € 7 milhões com objetivo de reestabelecer um novo laço dos brasileiros na competição de F1, a ideia da XP é além de trazer uma visibilidade maior para a marca numa competição de alto desempenho é conseguir apoio da Aston Martin para um possível retorno de um brasileiro na competição, a grande aposta é em Felipe Drugovich que fez uma grande campanha na Formula 2 de 2022 e é piloto de testes da Aston Martin em 2023.

## Prêmios
| Ano  | Organização  | Recipiente(s) | Categoria           | Resultado |
| ---- | ------------ | ------------- | ------------------- | --------- |
| 2020 | Prêmio iBest | InfoMoney     | Investimentos       | TOP3      |
| 2020 | Prêmio iBest | Rico          | Corretoras Digitais | TOP3      |
| 2020 | Prêmio iBest | XP            | Corretoras Digitais | TOP3      |
| 2022 | Prêmio iBest | InfoMoney     | Investimentos       | Venceu    |
| 2022 | Prêmio iBest | XP            | Investimentos       | Venceu    |